# دانشگاه هنرهای زیبای معمار سنان
دانشگاه هنرهای زیبای معمار سِنان (به ترکی استانبولی: Mimar Sinan Güzel Sanatlar Üniversitesi) یکی از دانشگاه‌های دولتی ترکیه است که در محلهٔ فندقلی در استانبول در کنار تنگهٔ بسفر قرار دارد. این دانشگاه در ۱ ژانویهٔ ۱۸۸۲، تأسیس شد و به نام معمار سنان نام‌گذاری شده‌است.

## تاریخچه
ساختمانی که دانشگاه هنرهای زیبای معمار سینان کنونی را در خود جای داده است، در سال ۱۸۵۶، به عنوان کاخ های دوقلوی منیره سلطان و جمیله سلطان، دختران سلطان عبدالمجد، شروع به کار کرد. آنها به طور خلاصه برای جلسات مجلس بزرگ ترکیه قبل از اعلام جمهوری ترکیه استفاده می شدند.